# 好看娛樂
好看娛樂製作股份有限公司，簡稱好看娛樂，是一家臺灣的電視節目製作公司，除了製作節目以外，還設置了經紀部、新媒體事業部、戲劇部及後製中心。

## 藝人
目前好看娛樂旗下共有七位藝人，分別為六位男藝人與一位女藝人。

### 男藝人
| 男藝人         | 男藝人 | 男藝人 | 男藝人 |
| -------------- | ------ | ------ | ------ |
| 庹宗康         | 姚元浩 | 張立東 | 顏佑庭 |
| 謝駿毅（無尊） | 林志宇 |        |        |

### 女藝人
| 女藝人 | 女藝人 | 女藝人 | 女藝人 |
| ------ | ------ | ------ | ------ |
| 路嘉怡 | 孟潔   | 粿粿   | Mika   |

## 外部連結
- 官方網站 （页面存档备份，存于）
- 好玩網站 MrPlayer.tw的Facebook專頁
- 好玩先生的Instagram帳戶
- youtube好看娛樂頻道 （页面存档备份，存于）